# Yukatek

El yukatek a Mèxic

El maia yucatec (yukatek segons l'ortografia moderna de l'Academia de la Lengua Maya), és una llengua maia que es parla a la península de Yucatán (Mèxic) al nord de Belize i algunes regions de Guatemala. És la segona llengua indígena més parlada de Mèxic. Es coneix simplement com a maia (l'adjectiu yucatec s'utilitza com a referència lingüística per a distingir-la de les altres llengües de la família maia, com ara el txol, el quitxé o el lacandon).

## Història

### Origen

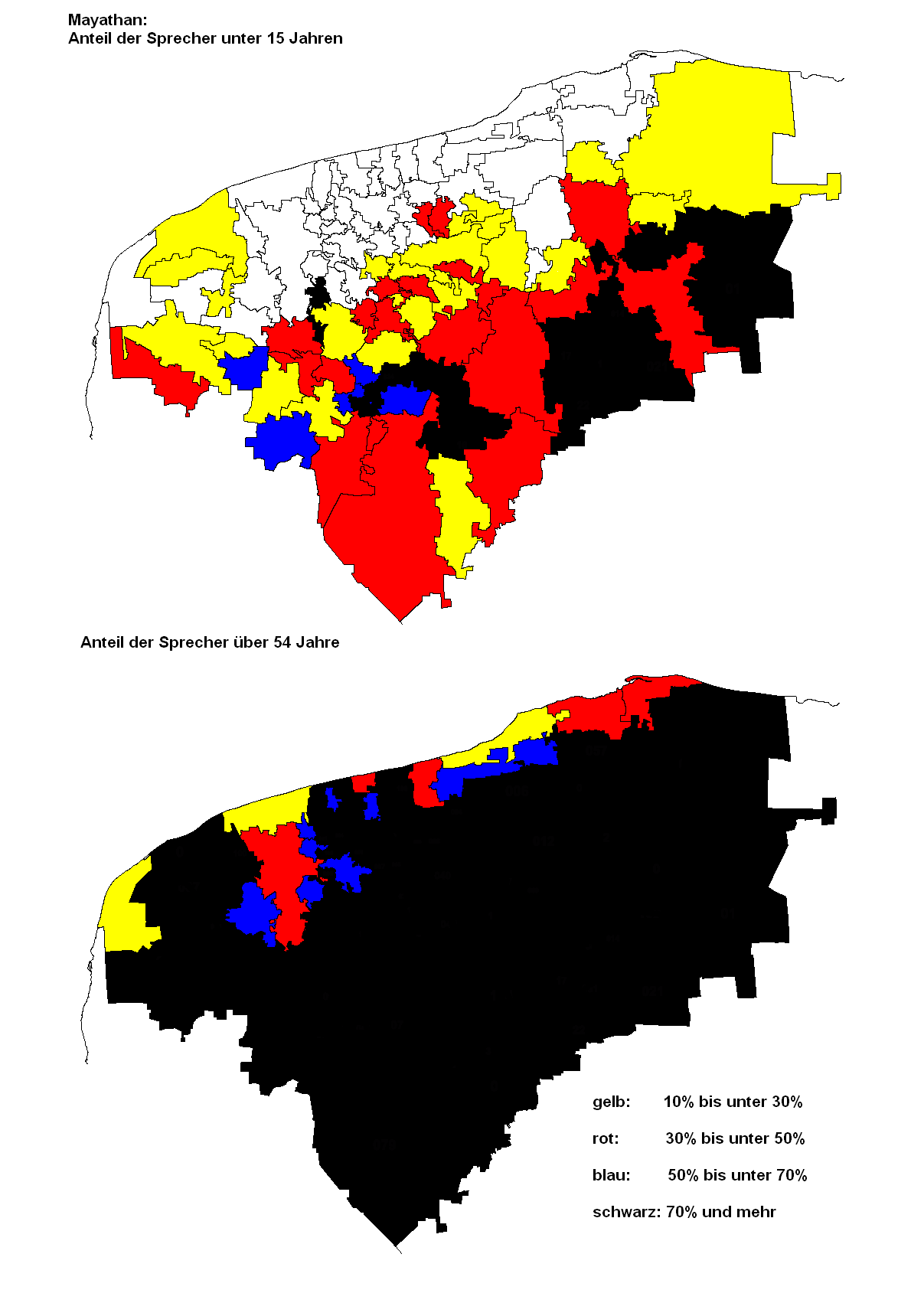
El maia al Yucatán

Per posar-ho en termes usats per l'eminent maianista Alfredo Barrera Vásquez, en l'extens pròleg al Diccionario Maya-Español, Español-Maya Cordemex (1a edició) de 1980:
| « | "La llengua maia yukatek és un dels més antics membres d'una família el tronc de la qual rep el nom convencional de protomaia, al seu torn membre d'una altra família el tronc de la qual, que va donar origen a altres llengües com el totonac, va provenir d'algun altre tronc asiàtic... Els glotocronòlegs, amb els seus mètodes, han pogut concloure que un grup, el pròpiament protomaia, va arribar d'alguna part i es va establir en un lloc dels alts de Guatemala, i encara precisen: la Sierra de Cuchumatanes, aproximadament l'any 2600 a. de C. (Segle XXVI aC)" | » |

I més endavant continua dient:
| « | "...d'aquell punt i grup original, que ja havia començat a diversificar-se, es va desprendre aproximadament en 1600 a. de C., és a dir, després d'un mil·lenni d'haver arribat als Cuchumatanes, una fracció per emigrar al nord, cap a les terres baixes de la península yucateca…" | » |

## Distribució geogràfica

### Nombre de parlants
Segons dades del XII Cens General de Població i Habitatge de l'Institut Nacional d'Estadística i Geografia, en territori mexicà la quantitat de maiaparlants és de 800.291, la qual cosa la col·loca com la segona llengua indígena amb major nombre de parlants en tota la república mexicana, després de la llengua nàhuatl. A Belize, d'acord amb dades de 1991, era parlada per unes 5.000 persones i a Guatemala es registren unes 700 en la vora fronterera amb Campeche i Quintana Roo, Mèxic.
La llengua maia és àmpliament utilitzada i ensenyada a les regions assenyalades, particularment a Yucatán, existint fins i tot acadèmies que es dediquen exclusivament a la seva difusió.

### Estatut oficial
A partir de l'aprovació de la Ley General de Derechos Lingüísticos de los Pueblos Indígenas en 2003, el maia yukatek, igual que la resta de les llengües indígenes originàries de Mèxic, és reconeguda com a llengua nacional.
El 2019, el Congrés de Yucatán aprovà per unanimitat introduir de manera gradual l'aprenentatge obligatori de la llengua maia a les escoles d'aquest estat federat de Mèxic. Segons dades de la secretaria d'Educació de Yucatán, el curs 2018-2019 van rebre ensenyament de llengua maia 34.000 alumnes de preescolar i primària, d'un total de poc més de 300.000. El maia és parlat per 780.000 persones a la península de Yucatán. D'aquestes, al voltant de 530.000 viuen a l'Estat de Yucatán (una mica més del 25% de la població), mentre que la resta es reparteixen entre els altres dos estats de la península (Quintana Roo i Campeche).

### Ús als mitjans de comunicació i a la cultura popular
Es fan programes de ràdio en yukatek a les emissores de ràdio dependents de la CDI XEXPUJ-AM (Xpujil, Campeche), XENKA-AM (Felipe Carrillo Puerto, Quintana Roo) i XEPET-AM (Peto, Yucatán).
La pel·lícula de 2006 Apocalypto, dirigida per Mel Gibson, fou filmada totalment en maia yukatek. El guió fou traduït al maia per Hilario Chi Canul de la comunitat de Felipe Carrillo Puerto, quiambé treballà en l'equip lingüístic de la producció.
En el videojoc Civilization V: Gods & Kings, Pacal, líder dels maia, parla en yucatec.
L'agost de 2012 l'esdeveniment Mozilla Translathon 2012 va aplegar més de 20 parlants de maia yukatek en un esforç de localització del Google Endangered Languages Project, el navegador Mozilla i el software MediaWiki usat per Wikipedia i altres projectes Wikimedia.
Baktun, la primera telenovel·la maia, tenia prevista la seva estrena l'agost de 2013.

## Escriptura
El maia yucatec, com la resta de les llengües maies, utilitza l'alfabet llatí, introduït durant la Conquesta espanyola de Yucatán. Els missioners catòlics van crear un sistema d'ortografia basat en el castellà d'aleshores, que utilitzava x per representar el so /ʃ/ (com en català), que ha desaparegut del castellà contemporani. No obstant ja existia una forma d'escriptura jeroglífica de l'època precolombina. Hi ha un alfabet oficial que va ser elaborat per lingüistes i especialistes l'any de 1984, el qual és oficialment reconegut i utilitzat en els llibres de text distribuïts per l'estat mexicà, si bé entre els parlants i encara els experts de la llengua es manifesten diferències d'interpretació i representació ortogràfica. A continuació es mostra el quadre de l'abecedari maia:
| Abecedari maia  | Abecedari maia | Abecedari maia | Abecedari maia | Abecedari maia | Abecedari maia | Abecedari maia | Abecedari maia | Abecedari maia | Abecedari maia | Abecedari maia | Abecedari maia | Abecedari maia | Abecedari maia | Abecedari maia | Abecedari maia | Abecedari maia | Abecedari maia | Abecedari maia | Abecedari maia | Abecedari maia | Abecedari maia | Abecedari maia | Abecedari maia | Abecedari maia |
| --------------- | -------------- | -------------- | -------------- | -------------- | -------------- | -------------- | -------------- | -------------- | -------------- | -------------- | -------------- | -------------- | -------------- | -------------- | -------------- | -------------- | -------------- | -------------- | -------------- | -------------- | -------------- | -------------- | -------------- | -------------- |
| A               | B              | Ch             | Ch'            | E              | I              | J              | K              | K'             | L              | M              | N              | O              | P              | P'             | S              | T              | T'             | Ts             | Ts'            | U              | W              | X              | Y              | '              |
| a               | b              | ch             | ch'            | e              | i              | j              | k              | k'             | l              | m              | n              | o              | p              | p'             | s              | t              | t'             | ts             | ts'            | u              | w              | x              | y              | '              |
| Valors fonètics |                |                |                |                |                |                |                |                |                |                |                |                |                |                |                |                |                |                |                |                |                |                |                |                |
| a               | b              | t͡ʃʰ            | t͡ʃʼ            | e              | i              | h              | kʰ             | kʼ             | l              | m              | n              | o              | p              | pʼ             | s              | tʰ             | tʼ             | t͡sʰ            | t͡sʼ            | u              | w              | ʃ              | j              | ʔ              |

S'ha publicat un cert nombre de diccionaris que serveixen de referència als estudiosos. Des del molt culte i reconegut Coordinación alfabética de las voces del idioma maya, publicat per Juan Pío Pérez en 1898 i compilat al llarg de molts anys des de mitjan segle xix per ell mateix i per fra Pedro Beltrán, fins a les més modernes edicions com el Diccionario Maya-Español, Español-Maya, editat per Cordemex en 1980, sota la coordinació d'Alfredo Barrera Vásquez –reconegut maianista–, comptant com a redactors a dos experts en llengua maia: Juan Ramón Bastarrachea i William Brito Sansores.

### Mostra de text
| «                                                     | Tuláakal wíinik ku síijil jáalk'ab yetel keet u tsiikul yetel Najmal Sijnalil, beytun xan na'ata'an sijnalil yetel no'oja'anil u tuukulo', k'a'abet u bisikuba bey láaktzilil yetel tuláakal u baatzile'. | Tots els éssers humans neixen lliures i iguals en dignitat i drets i, dotats com estan de raó i consciència, han de comportar-se fraternalment els uns amb els altres. | » |
| — Article 1º, Declaració universal dels drets humans. | | |   |

## Fonologia
En la llengua maia de Yucatán abunden els sons consonàntics sords. Una característica notable del yukatek, que comparteix amb moltes altres llengües maies, és l'ús de consonants glotalitzades (com a p', t, i k). Per a representar aquest so, s'utilitza l'apòstrof després de la lletra: k'ux k'a k'al (fa calor fora). Els apòstrofs no s'utilitzaven en la grafia clàssica però des del segle xx l'ortografia moderna en recomana l'ús. Els següents quadres mostren els fonemes de l'idioma maia.

### Vocals
|         | Anterior | Central | Posterior |
| ------- | -------- | ------- | --------- |
| Tancada | i        |         | u         |
| Mitjana | e        |         | o         |
| Oberta  |          | a       |           |

### Qualitat de les vocals
Cadascuna d'aquestes 5 vocals poden ser llargues. Hi ha també vocals glotalitzades [aʔ] i [aʔa].

### Consonants
|                |                | Labial | Alveolar | Palatal | Velar | Glotal |
| -------------- | -------------- | ------ | -------- | ------- | ----- | ------ |
| Nasal          | Nasal          | [m]    | [n]      |         |       |        |
| Oclusiva       | Oclusiva       | [ɓ]    |          |         |       |        |
| Oclusiva       | aspirada       | [p]    | [tʰ]     |         | [kʰ]  | [ʔ]    |
| Oclusiva       | ejectiva       | [pʼ]   | [tʼ]     |         | [kʼ]  |        |
| Africada       | aspirada       |        | [tsʰ]    | [tʃʰ]   |       |        |
| Africada       | ejectiva       |        | [tsʼ]    | [tʃʼ]   |       |        |
| Fricativa      | Fricativa      |        | [s]      | [ʃ]     |       | [h]    |
| Aproximant     | Aproximant     | [w]    | [l]      | [j]     |       |        |
| Vibrant simple | Vibrant simple |        | [ɾ]      |         |       |        |

### Tons
En la llengua maia hi ha dos tons: un d'alt que es marca amb [áa] i un altre baix que s'escriu amb [aa].

## Gramàtica

### Morfologia
El maia té com basi morfemes monosil·làbics, és a dir, paraules o elements per a la seva formació que resisteixen l'anàlisi morfològica. La llengua maia economitza vocals però no arriba a produir agrupaments de consonants massa complexos en una sola síl·laba. Tampoc es dona en el maia l'agrupament de vocals i cadascuna de les quals permet l'hàbit es torna eix de la síl·laba.
Usa un apòstrof intermedi, ja que s'usa entre dues consonants.

### Sintaxi
La llengua maia de Yucatán és de tipus sintètic. Això significa que usa formes complexes per expressar idees també complexes. No hi ha articles, ni gènere. No existeix la manera infinitiu i molts verbs semblen noms i tenen la doble funció.

## Lèxic

### Numeració en maia yukatek
1 - Jun
2 - Ka'a
3 - Óox
4 - Kan
5 - Jo'
6 - Wak
7 - U'uk
8 - Waxak
9 - Bolon
10 - Lajun
11 - Buluk
12 - Ka'a lajun
13 - Óox lajun
14 - Kan lajun
15 - Jo' lajun
16 - Wak lajun
17 - U'uk lajun
18 - Waxak lajun
19 - Bolon lajun
20 - Jun k'aal
400 - Jun k'aax o jun baak
8000 - Jun piik
160 000 - Jun kalab
3 200 000 - Jun k'iinchil
64 000 000 - Jun alaw

### Influència del nàhuatl
La llengua maia yukateka es va enfrontar a nou procés de transformació per la interacció amb els grups Xiús que van portar amb si des del segle xv, possiblement abans, des del litoral del Golf de Mèxic, forta influència tolteca i per descomptat del nàhuatl. Aquesta influència va tenir inclusivament un efecte determinant en el panteó maia amb la presència de Kukulcán, que va derivar del mateix Quetzalcóatl i va generar la resultant cultural que van venir a conèixer i amb què es van enfrontar, els espanyols conquistadors, en el segle xvi.
A l'asteca o mexicà se'l coneix en maia peninsular com huach que significa estrany, la qual cosa convida a pensar en la influència provinent dels nahues de Chontalpan que havien originalment arribat a la regió des de Mèxic-Tenochtitlan i que van deixar un llegat important en el lèxic dels maies peninsulars.
Després, ja consumada la conquesta, quan es va fundar la ciutat espanyola de Campeche (sobre la ciutat maia A K'in Pech), es construeix el barri de San Román on es van establir mexicans de parla nàhuatl. De la mateixa manera, a Mérida ho van fer al barri de San Cristóbal els mexiques portats pels conqueridors. Alguns termes usats en la llengua maia peninsular actual donen d'això:
Maseewal: maseuali (indígena)
Tamal: tamali (tamal)
Chimal: chimali (escut)
Posol: potsoli (pozol, es relaciona con la paraula potzonalli que significa espumós o cosa que fa espuma)
Hipil: uipili (en la península de Yucatán)
Kotom: koton, kotomitl (camisa)
Kama'ach: kamachali (maixella)
Chi'icam: xikamatl (jícama)